# イザベル・ドルレアン (1878-1961)
イザベル・マリー・ロール・ムルセデス・フェルディナンド・ドルレアン（フランス語: Isabelle Marie Laure Mercédès Ferdinande d'Orléans, 1878年5月7日 - 1961年1月21日）は、フランス王位請求者ジャン・ドルレアン（ギーズ公、ジャン3世を自称）の妻。1926年より亡くなるまでフランス王妃（reine de France）を自称した。

## 生涯
パリ伯フィリップ（フランス王としてはフィリップ7世を自称）とその妻マリー＝イザベル・ドルレアンの三女として、ウーの城で誕生した。
1899年にイギリスにて従兄にあたるジャン・ドルレアンと結婚、4子をもうけた。
- イザベル（1900年 - 1983年） - 1923年、アルクール伯ブルノと結婚。1934年、ミュラ公ピエールと再婚。
- フランソワーズ（1902年 - 1953年） - 1929年、ギリシャ王子クリストフォロスと結婚。
- アンヌ（1906年 - 1986年） - 1927年、第3代アオスタ公アメデーオと結婚。
- アンリ（1908年 - 1999年） - パリ伯。

1961年、モロッコにて死去した。